# Feldstraße (metrostation)
Feldstraße is een metrostation in het stadsdeel St. Pauli van de Duitse stad Hamburg. Het station werd geopend op 25 mei 1912 en wordt bediend door lijn U3 van de metro van Hamburg.